# Gut Oberbehme

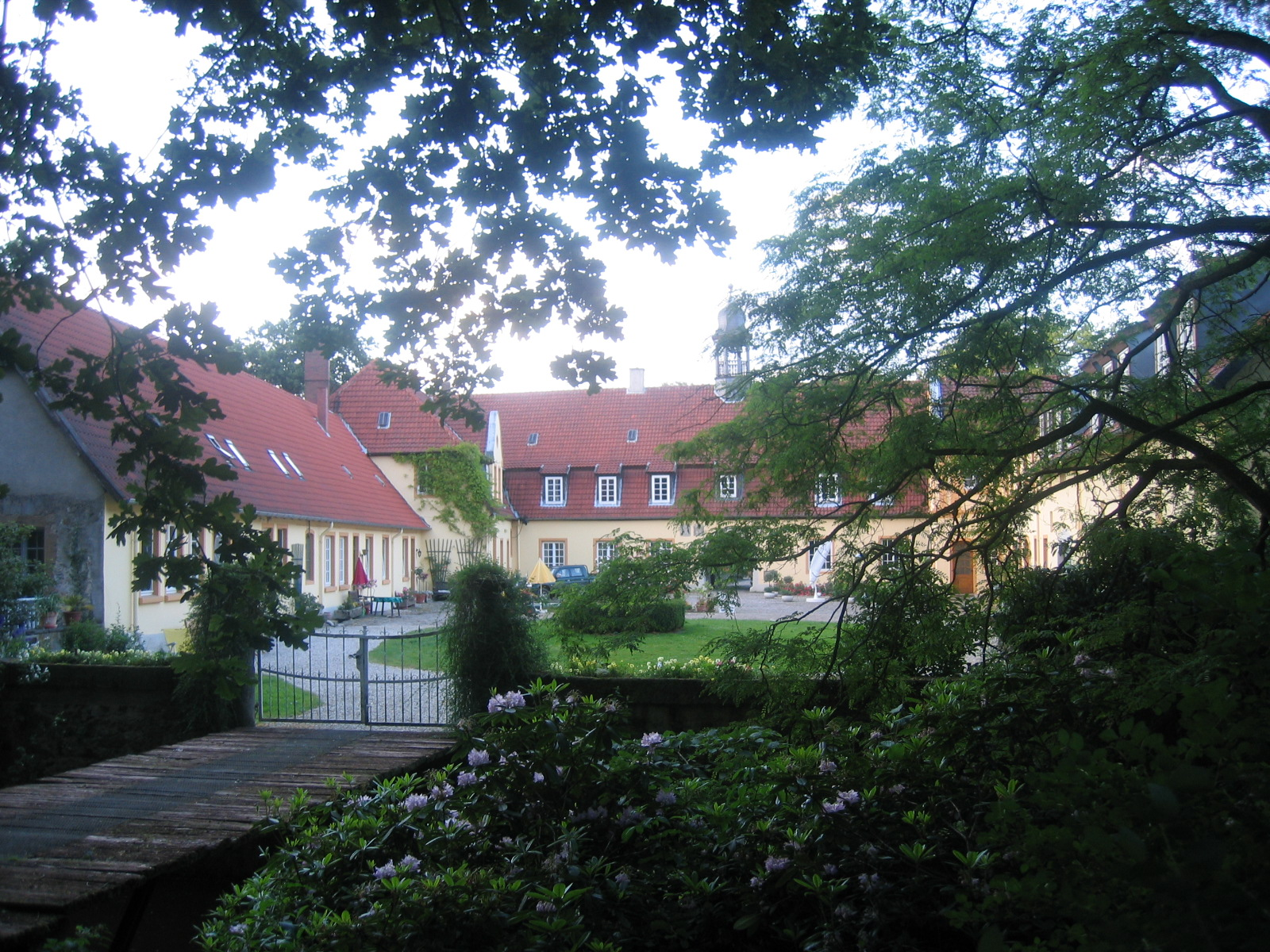
Gutshaus Oberbehme, Innenhof

Das Gut Oberbehme ist ein Gut und eine ehemalige Wasserburg im Süden von Kirchlengern, Kreis Herford.

## Historie

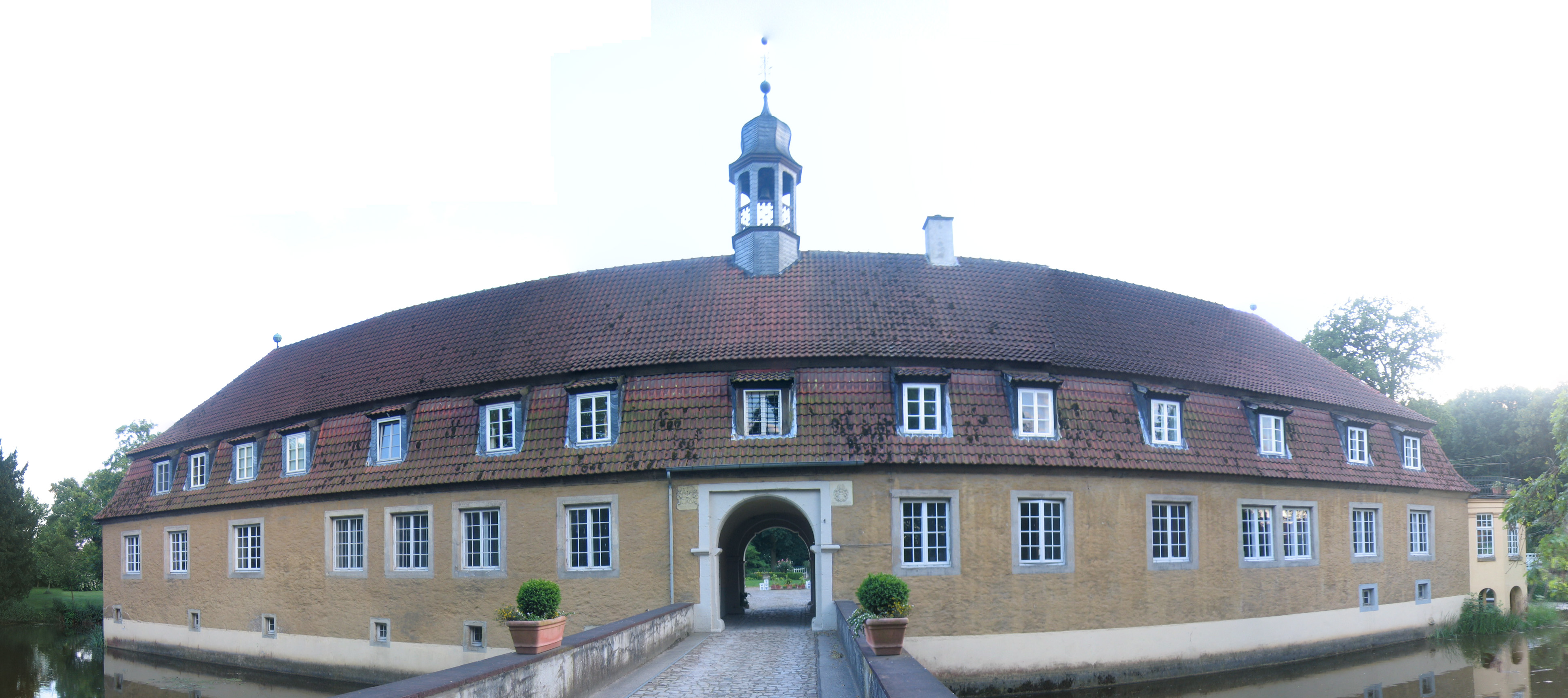
Frontansicht mit Tordurchfahrt des Gutshauses

Die im Tal der Werre gelegene Wasserburg bzw. das Gut Oberbehme wurde erstmals 1450 erwähnt. Ein Rittergut Behme besteht laut einer Hebeliste der Abtei Herford aber bereits seit dem 12. Jahrhundert. 1426 gelangte das Gut in das Eigentum der Familie von Quernheim. 1734 erwarb Friedrich von der Horst zu Haldem von den Brüdern von Cornberg das Gut. Das heute nicht mehr vorhandene Gut Niederbehme lag in der Nachbarschaft und gehörte bis ins 18. Jahrhundert ebenfalls der Familie von Quernheim. Freiherr von der Horst überließ 1735 der Familie von Quernheim zu Niederbehme die Gebäude von Oberbehme und erbaute in Steinlake neue Gutsgebäude, das Gut Steinlacke. Die Rechte von Oberbehme gingen auf Steinlacke über. Gut Niederbehme wurde abgebrochen, um in Steinlacke als Baumaterial verwendet zu werden; die Rechte von Niederbehme wurden auf Oberbehme übertragen.
1826 erwarb der Bielefelder Kaufmann Arnold Friedrich von Laer das Anwesen. Dessen Sohn Carl-Friedrich bewirtschaftete das Gut in fortschrittlicher Weise. In dritter Generation übernahm sein zweiter Sohn Otto den Besitz, nachdem dessen älterer Bruder Wilhelm sich 1848 durch eine Auswanderung nach Amerika einer Verhaftung wegen liberaler Umtriebe entzogen hatte. In vierter Generation machte sich Carl von Laer als erfolgreicher Landwirt und Schweinezüchter einen Namen. Nach dem Zweiten Weltkrieg wurde er von der englischen Besatzungsmacht wegen seiner belegten politischen Distanz zum NS-Regime zum Landrat des Kreises Herford eingesetzt. Carl von Laer heiratete 1911 Friederike von Wedemeyer aus Schönrade in der Neumark. Der einzige Sohn Otto Max Hermann von Laer (1914–1993) geriet am Ende des Zweiten Weltkrieges als Hauptmann und Führer einer Kosakeneinheit in Kärnten in englische Gefangenschaft, wurde zusammen mit seiner Einheit an die Russen ausgeliefert und kehrte erst im Herbst 1953 aus sowjetischer Gefangenschaft zurück. 1945 floh der pommersche Landrat Hans Heinrich von Holstein auf das Gut, sowie auch weitere Verwandte der Familie von Laer aus dem mecklenburg-vorpommerschen Schloss Tieplitz]. Die Familie Laer beherbergte in dieser Zeit auf dem Gut Oberbehme 75 erwachsene Flüchtlinge und ihre über 25 Kinder, zumeist waren es geflüchtete Verwandte, dazu kamen noch Evakuierte aus dem Ruhrgebiet.
Nach dem Tod von Carl von Laer im Jahre 1946 wurde das Gut daher von der jüngsten Tochter Maximiliane „Maxa“ von Laer verwaltet. Gemeinsam mit Friedrich C. Krüger sorgten sie nach dem Krieg für eine dynamische Weiterentwicklung des landwirtschaftlichen Gutsbetriebes. Als Maxas Bruder Otto von Laer 1953 als Spätheimkehrer aus sowjetischer Kriegsgefangenschaft zurückkam, übernahm er das Erbe und die landwirtschaftliche Umstrukturierung des Gutes, in deren Folge sich die Zahl der Mitarbeiter zwischen 1960 und 1973 von 50 bis 60 auf 3 reduzierte. Als einer der letzten „Oberbehmer“ aus dieser Zeit zählt Heinrich Taake, der Ehemann von Maria Taake, der als Urgestein in die Geschichte des Gutes eingegangen ist. Er trat als 14-jähriger Lehrling 1924 in die Dienste der Gutsverwaltung und wirkte dort über 50 Jahre lang. Er verstarb 1994. Der älteste Sohn von Otto von Laer, Carl-Mauritz von Laer (geb. 1957), trägt heute die Verantwortung für den landwirtschaftlichen Großbetrieb. Im Jahre 2010 konnte das benachbarte Rittergut Steinlacke von der Familie von Borries hinzuerworben werden. Damit sind die Flächen der alten Güter Ober- und Niederbehme nach Jahrhunderten wieder vereint.

## Gebäude und Park

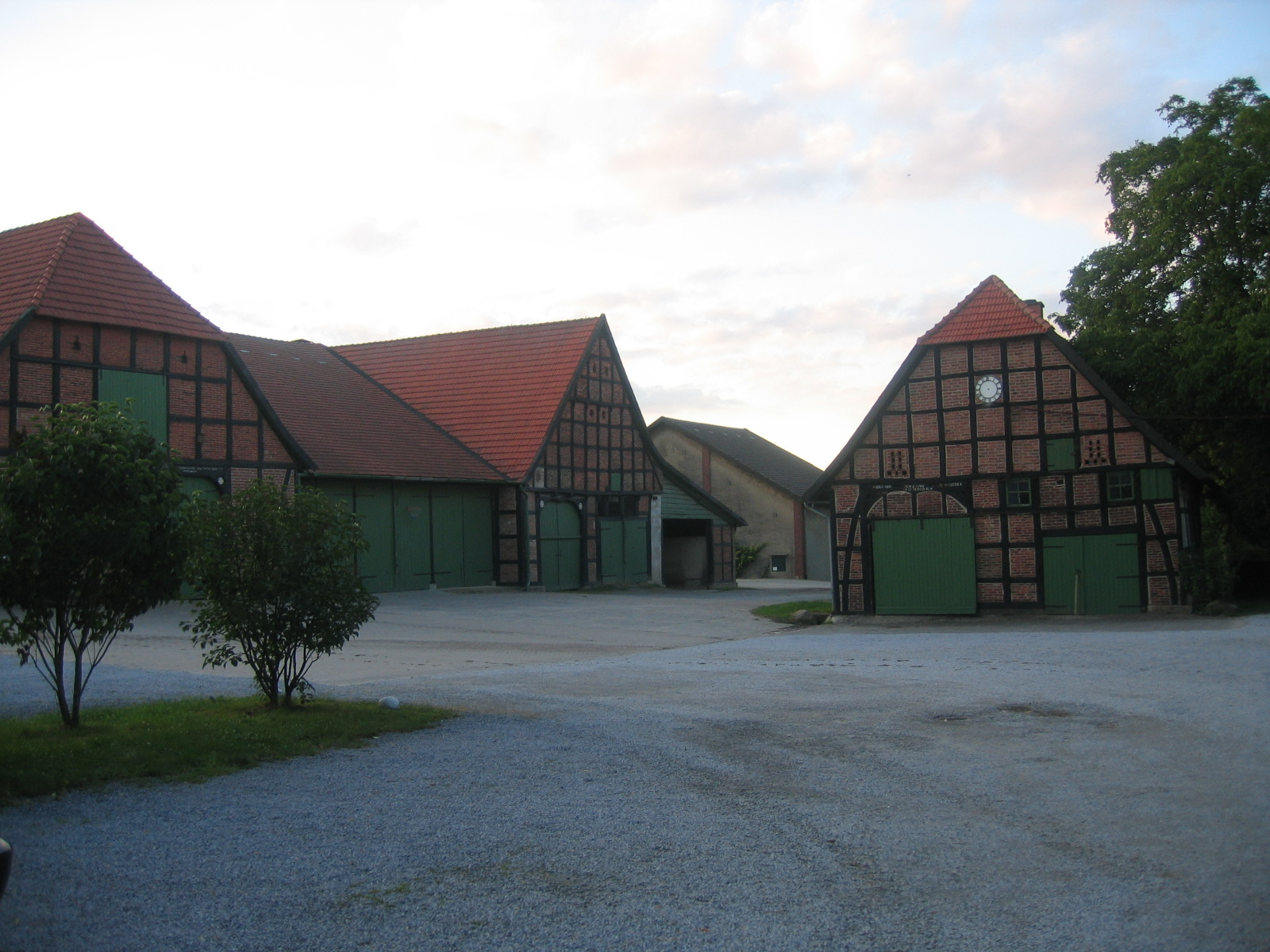
Wirtschaftsgebäude aus dem 18., 19. und 20. Jahrhundert

Die mittelalterliche Wasserburg wurde im 18. und 19. Jahrhundert zu einem eingeschossigen Herrenhaus mit Mansarddach und barockem Dachreiter umgebaut und 1911 erweitert. "Die Wasserburg hatte vier Seiten, die um einen Innenhof gebaut waren. Über eine Steinbrücke gelangte man durch den Haupteingang mit einem großen, abschließbaren Tor ins Innere. Rechts hinter der Toreinfahrt war der sogenannte neue Wohnteil, der auch eine Zentralheizung hatte. Links lag der alte Wohnteil, den […] Vorfahren bewohnt hatten" und in dem 1945 Flüchtlinge untergebracht waren.
1977 wurde der südwestliche Flügel der ehemaligen Vierflügelanlage abgebrochen. Das heute dreiflügelige Hauptgebäude ist von Gräften umgeben.
Der historische Landschaftspark zeichnet sich durch die Gräften, ausgedehnte Rasenflächen und einen alten Baumbestand aus. Der nordwestliche Parkbereich ist verwaldet und nicht mehr als Park identifizierbar. Die gesamte Anlage hat eine Fläche von etwa zwei Hektar.
Aus der Nachkriegszeit ist in der Erinnerung eines der untergebrachten Flüchtlingskinder beschrieben, dass am Ende der Brücke, die vom Gebäude über den Wassergraben führte, nach rechts und links zwei weiße Tore in den Park führten. Hinter dem rechten Tor, das immer verschlossen war, sah man einen gepflegten, sauber geharkten Parkweg mit Rhododendren, Taxus und anderen immergrünen Gehölzen. Hinter dem linken Tor, das meist offen stand, kam man in den wilden, älteren Teil des Parks mit Blütensträuchern wie Jasmin, Forsythien, Zierquitten und Holunder. Hier gab es eine Pferdeschwemme, in der die Ackerpferde badeten, sowie "auch ein Tempelchen mit zwei weißen Säulen [...] und weiterhin stand dort auf einer Wiese ein riesiger Steintisch. Eine alte Grotte aus Tuffstein befand sich in der Nähe der Mauer, die den Park von der Kreisstraße trennte."
Oberbehme war ein eigenständiger Gutsbezirk im Amt Herford-Hiddenhausen, wurde dann aber am 30. Juni 1929 in die Gemeinde Kirchlengern eingegliedert.